# MechCommander: Desperate Measures
MechCommander: Desperate Measures è un'espansione del videogioco MechCommander ed è stato pubblicato da Hasbro Interactive nel 1999. Si tratta di uno strategico in tempo reale, con visuale isometrica, che attiene alla guida e la gestione tattica di una compagnia di mech. Questo prodotto è ispirato al gioco da tavolo BattleTech, dell'editore FASA.
MechCommander: Desperate Measures è stato successivamente incluso in MechCommander GOLD (versione aggiornata di MechCommander).
Il gioco è dotato di una colonna sonora realizzata dal compositore statunitense Duane Decker.

## Trama
L'ambientazione generale è quella di BattleTech, dove l'umanità ha colonizzato una larga porzione di Via Lattea, poi suddivisa in Stati interstellari controllati da dinastie nobiliari guerrafondaie. In conseguenza di ciò, la galassia è divenuta teatro di ostilità interminabili. I mech detti BattleMech, macchine imponenti e avanzate, in genere antropomorfe, condotte da un'élite di piloti chiamati MechWarrior, sono determinanti sui campi di battaglia.
Commander, as I stated in the vidcom, I am canceling your orders to return home. I know this is very tough on morale—you and your men deserve some R&R after your distinguished service in the attacks on the Clan Homeworlds. But I know that you understand the need to finish the job: to eliminate this threat to the Inner Sphere once and for all. [...]
Good Luck and Good Hunting,

Colonel Reese»
Comandante, come ho affermato nel comunicato video, sto annullando gli ordini di ritorno a casa. So che è molto dura per il tuo morale (tu e i tuoi uomini meritate un poco di riposo dopo esservi distinti negli attacchi ai Mondi Natali dei Clan. Ma so che comprendi la necessità di finire il lavoro: eliminare questa minaccia per la Inner Sphere una volta per tutte. [...]
Buona fortuna e Buona Caccia,

Colonnello Reese»
(Estratto dal manuale utente d'interfaccia tattica di MechCommander: Desperate Measures.)
Dopo aver riportato, in MechCommander, il successo sul pianeta Port Arthur, la compagnia Zulu viene inviata, per ordine del colonnello Reese, sul pianeta Cermak, nella Deep Periphery, dove si trova il colonnello Stellare Marcus Kotare (ufficiale di alto rango della struttura militare dei Clan) appartenente agli Smoke Jaguar. Il colonnello Kotare è un assassino sociopatico evaso, dopo la cattura e l'arresto (nel corso dell'Operazione Bulldog) da parte della Forza di Difesa della nuova Lega Stellare. Su di lui, pende una condanna per crimini di guerra).
Cermak, mondo desolato, era un avamposto dell'antico esercito della Lega Stellare, utilizzato principalmente per lo stoccaggio di armi. Secoli dopo, è entrato a far parte dello spazio controllato dagli Smoke Jaguar.

Nel corso della fuga, Kotare è riuscito a reclutare estremisti del suo stesso Clan, come il colonnello Stellare Burnell Wirth ed il capitano Stellare Katherine Furey ed altri sopravvissuti all'Operazione Bulldog e con il loro ausilio sta sondando il pianeta in cerca della perduta tecnologia avanzata della prima Lega Stellare, come le armi di distruzione di massa (nucleari e chimiche). Per fare ciò, il colonnello Kotore ha sacrificato la propria Nave da Sbarco, riconvertendone i motori in sonde al plasma per effettuare perforazioni della superficie. Come affermato da rapporti di intelligence, il colonnello intende impiegare le armi per lo sterminio di popolazioni su scala planetaria, gli abitanti della Terra inclusi.
Quando la compagnia Zulu (affiancata da quella Yankee) giunge su Cermak, Marcus Kotore e i suoi uomini sono riusciti a reperire gli armamenti nascosti. Le compagnie della Task Force Serpent intervengono prima distruggendo le sonde, quindi, eliminando i criminali e recuperando quantità rilevanti di armi, BattleMech ed equipaggiamenti.

## Modalità di gioco
L'espansione mette a disposizione una campagna con un totale di 12 missioni, nuove ambientazioni, armi, veicoli e sei BattleMech (questi ultimi maggiormente configurabili rispetto al primo episodio della serie MechCommander). Il giocatore veste i panni di un ufficiale di rango delle Forze Armate del Commonwealth Federativo, un MechCommander, il quale, attraverso l'interfaccia tattica di una rete di comunicazioni per il controllo a distanza, vaglia ogni dettaglio della propria unità di BattleMech e veicoli da combattimento che operano sul campo di battaglia e dirige le operazioni del teatro di guerra.